# Oratorio de Navidad
El Oratorio de Navidad, BWV 248 (en alemán, Weihnachtsoratorium), es una obra sacra compuesta por Johann Sebastian Bach para las fiestas de Navidad.
El también denominado Oratorium Tempore Nativitatis Christi para soprano, contralto, tenor, bajo, coro y orquesta, está compuesto de seis partes, cada una de las cuales es una cantata. Está caracterizado por solemnes coros de apertura y clausura, ambientación del relato navideño del Nuevo Testamento en los recitativos, corales navideños intercalados y arias de los solistas. Las seis partes están unidas por la alegría del nacimiento de Cristo. Musicalmente, el Oratorio está cerca de sus Pasiones. Es la más popular de las obras vocales sacras de Bach y una de sus composiciones sacras más famosas. Hoy en día, suele programarse a menudo, en su totalidad o en parte, durante el Adviento y la Navidad. En conciertos, suele abreviarse o presentarse en dos partes. El tiempo aproximado de ejecución de todo el oratorio es de cerca de tres horas. 

## Historia

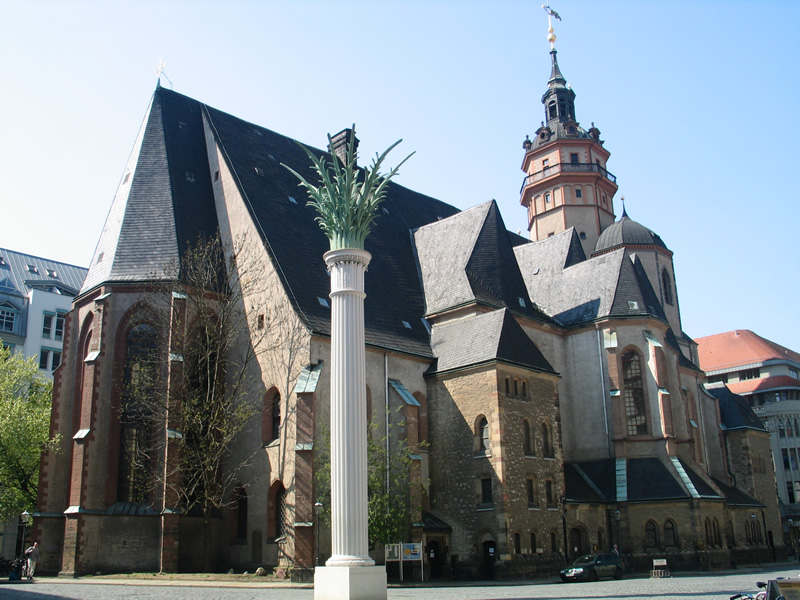
Iglesia de San Nicolás, en Leipzig.

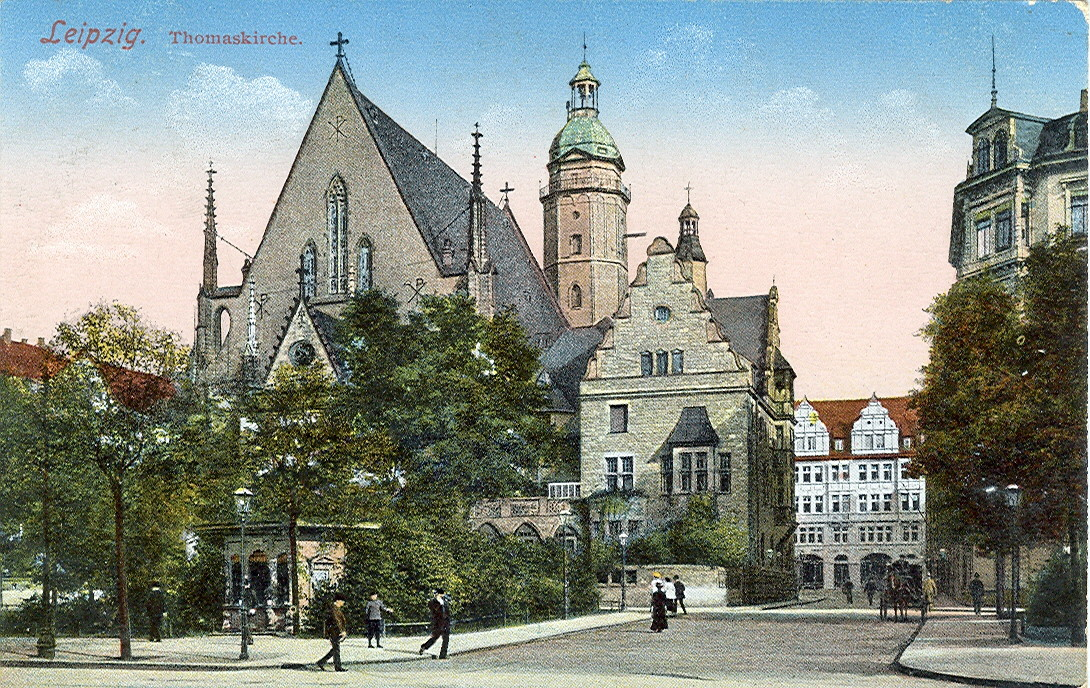
Iglesia de Santo Tomás, sede del Coro de Santo Tomás de Leipzig.

Este oratorio se compuso para la Navidad de 1734 en Leipzig, para ser interpretado en la iglesia, para las seis festividades del ciclo navideño: la propia Navidad y los dos días inmediatamente posteriores (26 y 27 de diciembre), primer domingo después de Navidad (si se diese el caso), Año Nuevo (fiesta de la Circuncisión de Cristo), primer domingo después de Año Nuevo y la fiesta de Epifanía (6 de enero).[cita requerida]
Incorpora música de composiciones anteriores, entre ellas tres cantatas seculares escritas durante 1733 y 1734, además de una cantata para iglesia, en gran parte perdida (BWV 248a). Su siguiente interpretación tuvo lugar años después, el 17 de diciembre de 1857, a cargo de la Academia de Canto de Berlín, dirigida por Eduard Grell.
El Oratorio de Navidad es un ejemplo especialmente sofisticado de parodia musical; esto es, una reelaboración seria de otros materiales. El autor del texto es desconocido, aunque se supone que son reelaboraciones de trabajos anteriores de Christian Friedrich Henrici (Picander), específicamente textos de la cantata de Bach «Hércules en la encrucijada» (BWV 213).
La obra pertenece a un grupo de tres oratorios compuestos hacia finales de la carrera de Bach, en 1734 y 1735, para fiestas cristianas importantes (aparte de sus Pasiones); los otros dos son el Oratorio de Pascua, BWV 249 y el menos conocido Oratorio de la Ascensión, BWV 11. En todos ellos, interviene un tenor evangelista como narrador que reelabora composiciones anteriores. A pesar de estas consideraciones, el Oratorio de Navidad es la obra más compleja y extensa de las tres.
Las partes individuales fueron interpretadas por primera vez por el Coro de Santo Tomás (Thomanerchor) en Leipzig en los servicios entre el día de Navidad de 1734 y la fiesta de la Epifanía en 1735 en las iglesias de San Nicolás (Nikolaikirche) y Santo Tomás (Thomaskirche).[cita requerida]

## Textos
Las citas bíblicas provienen del Evangelio de Lucas 2:6-21 y de Mateo 2:1-12. Incluyen la historia del nacimiento, la circuncisión y la historia de los Reyes Magos de Oriente.[cita requerida]
De los 15 textos corales, todos en alemán, cinco son de Paul Gerhardt, tres de Martín Lutero, tres de Johann Rist, y los otros de varios autores. Estos, a menudo, se atribuyen a Picander pero no existen documentos que lo prueben. El libreto impreso en Leipzig no incluye, como era costumbre, ni el nombre del compositor ni el del poeta. La facilidad con la que el nuevo texto se adapta a la música existente es una de las indicaciones de lo exitoso que es la parodia del Oratorio de sus fuentes. El musicólogo Alfred Dürr y otros, como Christoph Wolff, han sugerido que el antiguo colaborador de Bach, Picander, escribió el nuevo texto, trabajando en estrecha colaboración con Bach para asegurar un encaje perfecto con la reutilización de composiciones anteriores. Incluso puede haber sido el caso de que el Oratorio ya estuviera planeado cuando Bach escribió las cantatas profanas BWV 213, 214 y 215, dado el hecho de que las obras originales se escribieron bastante cercanas al oratorio y la forma fluida con la que las nuevas palabras encajan en la música existente.
Sin embargo, en dos ocasiones, Bach abandonó el plan original y se vio obligado a escribir nueva música para el Oratorio. El aria para contralto de la parte III (para el tercer día de Navidad), Guarda, corazón mío ('Schließe, mein Herze') originalmente iba a tener música para el aria 'Durch die von Eifer entflammten Waffen' de la BWV 215. En esta ocasión, sin embargo, la técnica de la parodia no tuvo éxito y Bach compuso el aria de nuevo. En cambio, usó el modelo de la BWV 215 para el aria para bajo Ilumina también mi mente sombría ('Erleucht' auch meine finstre Sinnen') de la parte V (para el domingo después del año nuevo). De manera similar, el coro de apertura de la parte V, Gloria se cante a ti, ¡oh Dios! ('Ehre sei dir Gott!'), es casi seguro que estaba destinado a ser ambientado con la música del coro 'Lust der Völker, Lust der Deinen' de la BWV 213, dada la estrecha correspondencia entre los textos de las dos piezas. La tercera gran pieza nueva de escritura (con la notable excepción de los recitativos), la sublime sinfonía pastoral que abre la parte II (para el segundo día de Navidad), fue compuesta desde cero.[cita requerida]
Además de las nuevas composiciones anteriores, una mención especial debe ir a los recitativos, que tejen el oratorio en un todo coherente. En particular, Bach hizo un uso particularmente efectivo del recitativo cuando lo combinó con corales en el n.º 7 de la parte I (para el primer día de Navidad) Vino pobre a la tierra ('Er ist auf Erden kommen arm') y aún más ingeniosamente en los recitativos 38 y 40 que enmarcan el 'aria en eco', ¿Inspira tu nombre? ('Flößt, mein Heiland'), núm. 39 en la parte IV.[cita requerida]

## Análisis

### Estructura
La obra se divide en seis partes, cada una de ellas diseñada para su interpretación en cada uno de los principales días del periodo navideño. Habitualmente, el oratorio se presenta como un todo o, si no, dividido en dos grandes partes de similar extensión. La duración total se acerca a las tres horas.[cita requerida]
La primera parte (para el día de Navidad) describe el nacimiento de Jesús; la segunda (para el 26 de diciembre) se centra en el anuncio del nacimiento a los pastores; la tercera (para el día 27) presenta la adoración de los pastores; la cuarta (para el día de Año Nuevo) describe la fiesta de la circuncisión y bautizo de Jesús; la quinta (para el primer domingo del nuevo año), el viaje de los Reyes Magos, y la sexta (para la Epifanía), la adoración de los magos.[cita requerida]

### Estructura de la historia

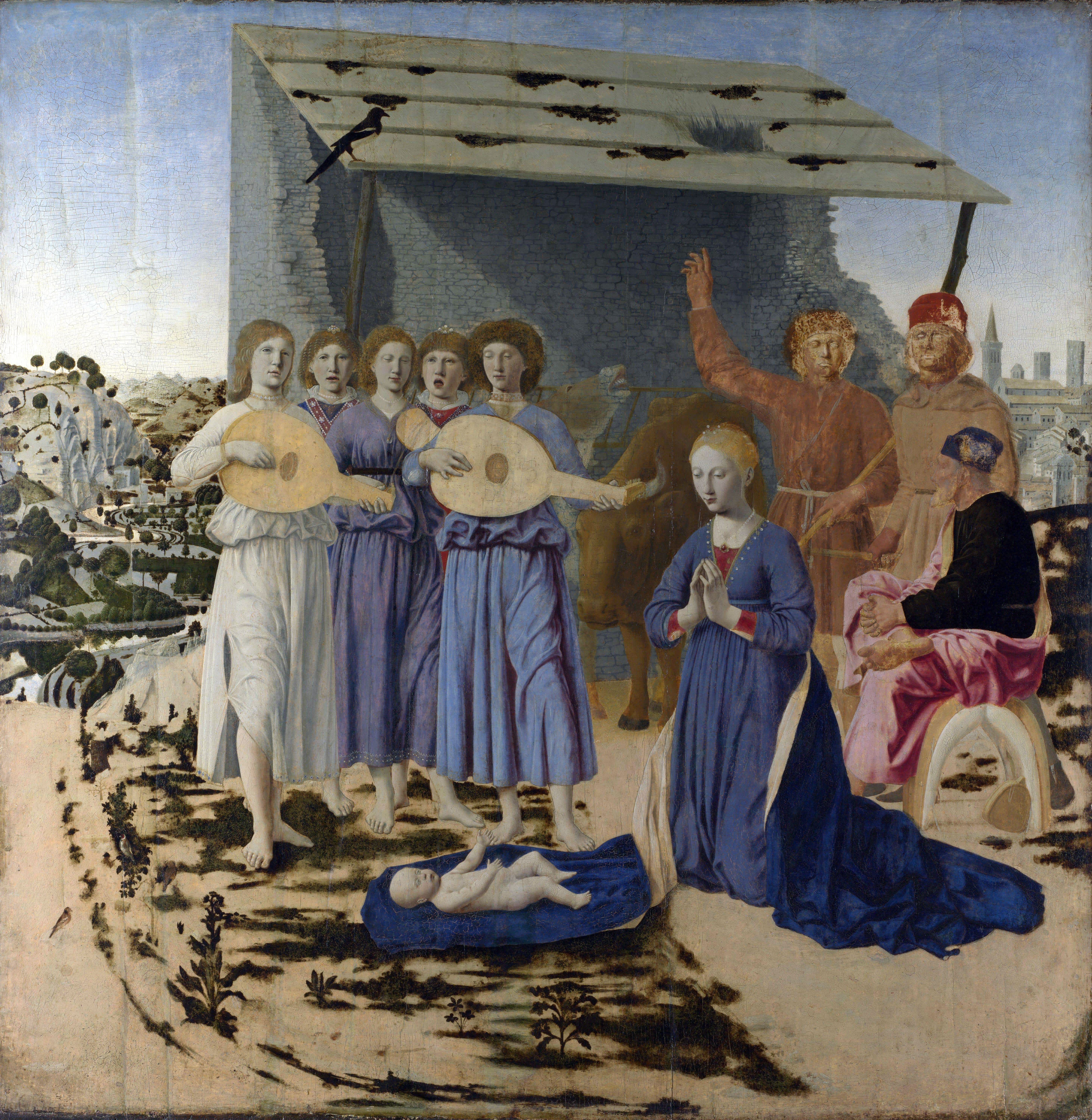
La Natividad (Piero della Francesca), 1460 a 1475.

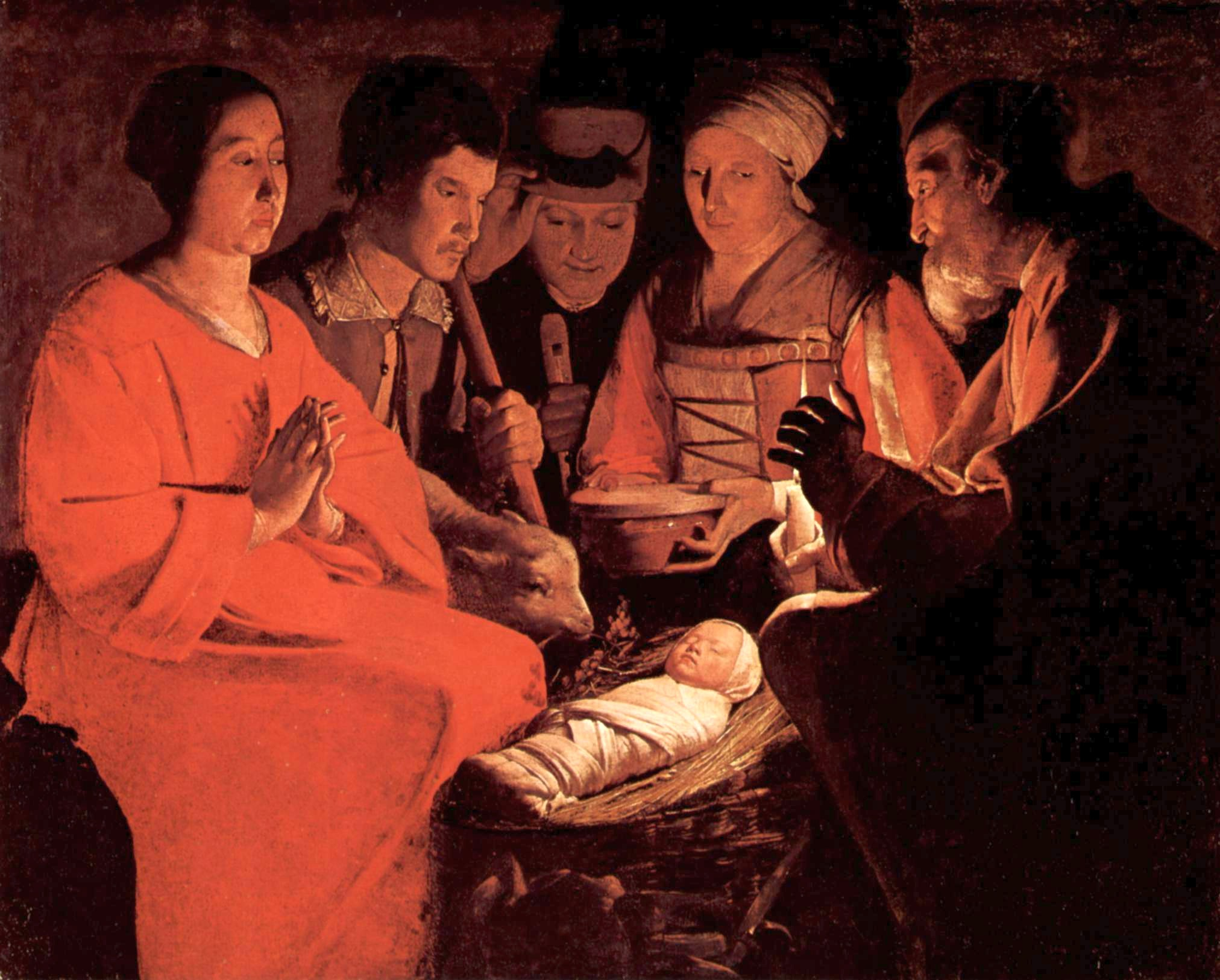
La adoración de los pastores (Georges de La Tour), c. 1645.

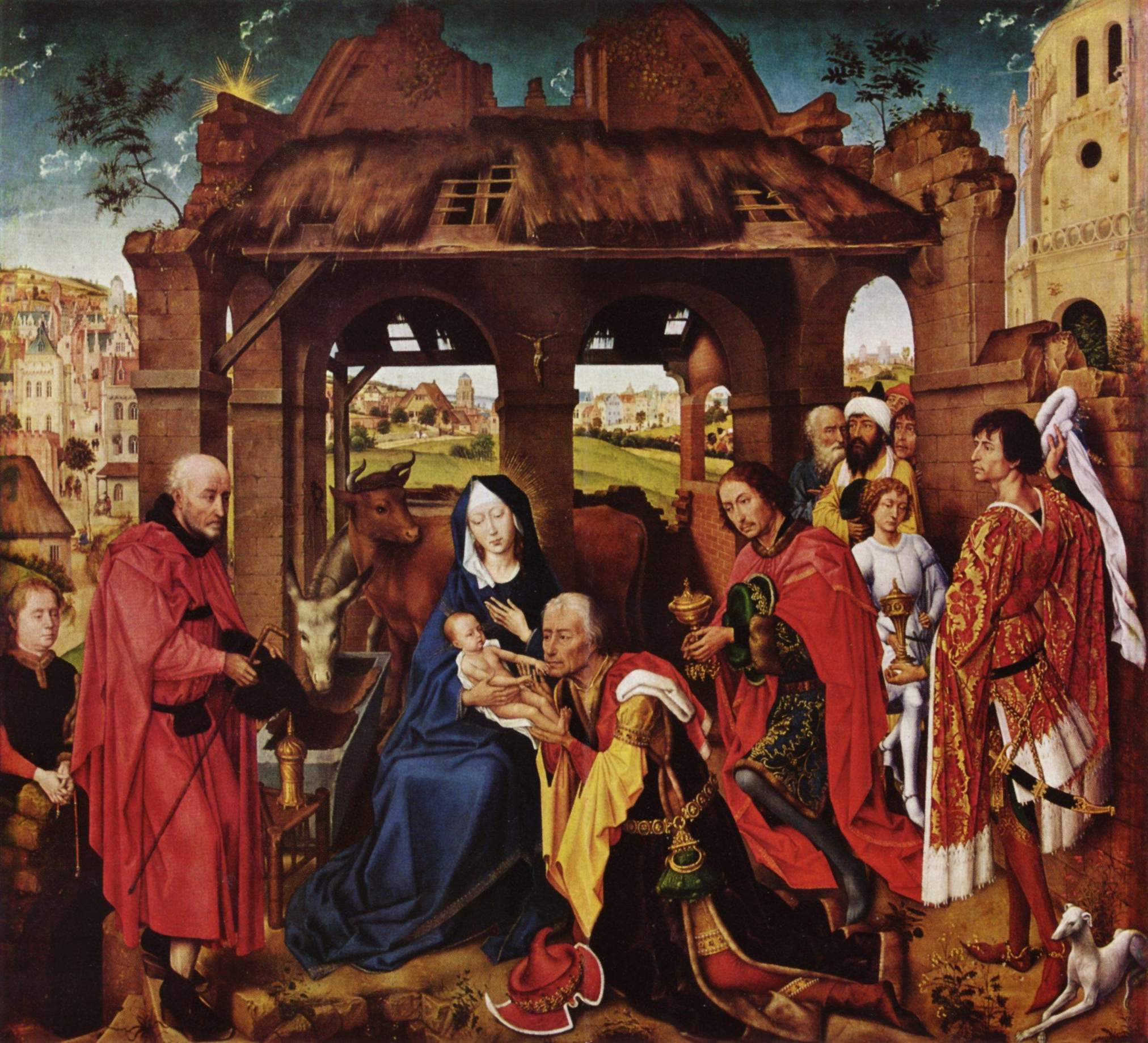
La adoración de los Magos (Rogier van der Weyden), 2.º tercio del.

La estructura de la historia está definida con respecto a los requerimientos particulares del calendario de la iglesia para la Navidad de 1734/1735. Bach abandonó su práctica habitual, al escribir cantatas para iglesia, de basar el contenido en la lectura del Evangelio correspondiente a ese día, con objeto de lograr una estructura narrativa coherente. Si hubiese seguido el calendario, la historia se habría desarrollado de la siguiente manera:[cita requerida]
1. Nacimiento y anuncio a los pastores
2. La adoración de los pastores
3. Prólogo al Evangelio según San Juan
4. Circuncisión y bautismo de Jesús
5. La huida a Egipto
6. La llegada y adoración de los Reyes Magos

Esto habría dado, como resultado, que la Sagrada Familia habría huido antes de la llegada de los Reyes Magos, lo cual era inadecuado para un oratorio planeado evidentemente como un todo coherente. Bach eliminó el contenido correspondiente al tercer día de Navidad (27 de diciembre), el Evangelio según San Juan, y dividió la historia de los dos grupos de visitantes -pastores y Reyes Magos- en dos partes. Esto dio como resultado una exposición de la historia de Navidad que resultaba de más fácil comprensión:[cita requerida]
1. El Nacimiento
2. El aviso a los pastores
3. La adoración de los pastores
4. La circuncisión y el bautismo de Jesús
5. El viaje de los Reyes Magos
6. La adoración de los Reyes Magos

La huida a Egipto se presenta después del final de la sexta parte.
El que Bach viera las seis piezas como partes de un todo unificado es evidente tanto por el texto impreso sobreviviente como por la estructura de la música en sí misma. La edición no tiene solo un título —Weihnachtsoratorium— relacionado íntimamente con las seis secciones, sino que las secciones también están numeradas consecutivamente. Como ha mencionado John Butt, esto apunta, como en su Misa en si menor, a una unidad más allá de las limitaciones de ejecución del año eclesiástico.

## Música

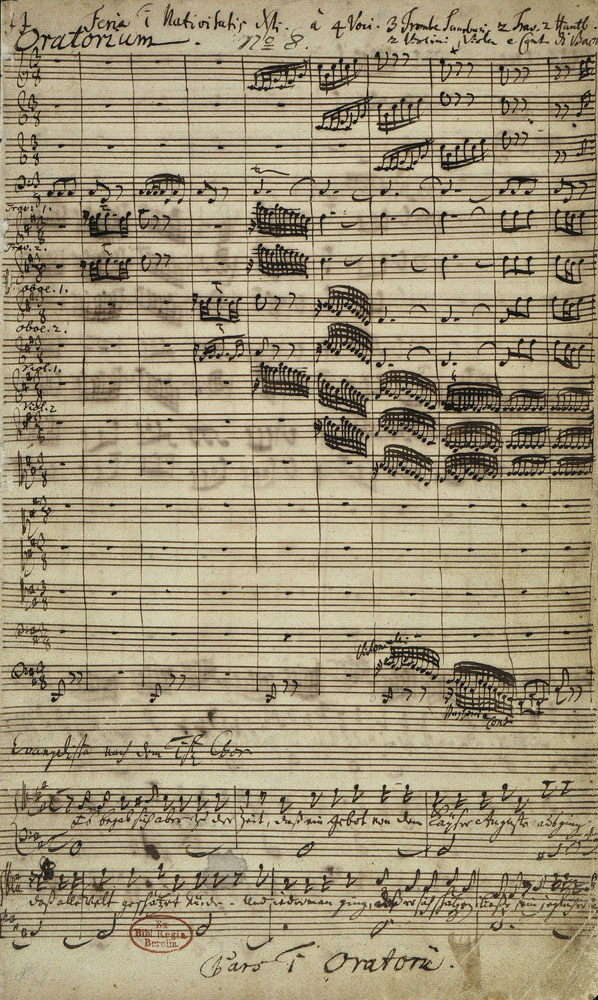
Primera página de la primera parte del Oratorio de Navidad

Bach expresa la unidad de toda la obra dentro de la propia música, en parte mediante el uso de armaduras. Las partes I y III están escritas en las tonalidades de re mayor, la parte II en su tonalidad de subdominante sol mayor. Las partes I y III están compuestas de manera similar para trompetas exuberantes, mientras que la parte II pastoral (que se refiere a los pastores), por el contrario, está compuesta para instrumentos de viento madera y no incluye un coro de apertura. La parte IV está escrita en fa mayor (la tonalidad relativa a re menor) y marca el punto musical más alejado de la tonalidad de apertura del oratorio, escrita para trompas. Luego, Bach se embarca en un viaje de regreso a la tonalidad de apertura, a través de la mayor dominante de la parte V hasta la reafirmación jubilosa del re mayor en la parte final, prestando un arco general a la pieza.[cita requerida]
Para reforzar esta conexión, entre el principio y el final de la obra, Bach reutiliza la melodía coral ¿Cómo te recibiré? ('Wie soll ich dich empfangen') de la parte I en el coro final de la parte VI, Ahora estáis bien vengados ('Nun seid ihr wohl gerochen'); esta melodía coral es la misma que la de Oh cabeza, llena de sangre y heridas ('O Haupt voll Blut und Wunden'), que Bach utilizó cinco veces en su Pasión según San Mateo. Esta melodía tiene un gran simbolismo, como si el gran músico de la Pasión quisiera "recordar que la vida y la muerte, la Encarnación del Verbo y la Redención y la Navidad y la Pasión estuvieran unidas inseparablemente entre sí".
La música representa una expresión particularmente sofisticada de la técnica de la parodia, mediante la cual, la música existente se adapta a un nuevo propósito. Bach tomó la mayoría de los coros y arias de obras que habían sido escritas algún tiempo antes. La mayor parte de esta música era 'secular', es decir, escrita en alabanza a la realeza o a personas locales notables, fuera de la tradición de interpretación dentro de la iglesia.

### Instrumentación
La orquestación que viene a continuación se refiere a partes, más que a intérpretes individuales. Sin embargo, los seguidores de las teorías que especifican un pequeño número de intérpretes (incluso los de 'una voz por parte') pueden optar por utilizar números que se acerquen a un instrumento por parte nombrada. En cualquier caso, en el continuo se está abierto a diferentes interpretaciones de orquestación.
Parte I
Trompetas I-III, timbales, flautas traversas I/II, oboes I/II, oboes d'amore I/II, violines I/II, viola, fagot, órgano y continuo.
Parte II
Flautas traversas I/II, oboes d'amore I/II, oboes da caccia I/II, violines I/II, viola, órgano y continuo.
Parte III
Trompetas I-III, timbales, flautas traversas I/II, oboes I/II, oboes d'amore I/II, violines I/II, viola, órgano y continuo.
Parte IV
Trompas I/II, oboes I/II, violines I/II, viola, órgano y continuo.
Parte V
Oboes d'amore I/II, violines I/II, viola, órgano y continuo.
Parte VI
Trompetas I-III, timbales, oboes I/II, oboes d'amore I/II, violines I/II, viola, órgano y continuo.

## Cantatas
Bach compuso estas seis cantatas independientes unas de otras para ejecutar desde Navidad a la fiesta de Epifanía con una cierta coherencia y un solo nexo de unión, la materia de cada una gira alrededor de una misma idea, el ciclo de la Navidad:
1. ¡Regocijaos, alegraos! ¡Celebrad estos días! (Jauchzet, frohlocket, aufpreiset die Tage) (25 de diciembre de 1734)
2. Había unos pastores en la misma región (Und es waren Hirten in derselben Gegend) (26 de diciembre de 1734)
3. Soberano del cielo, escucha el balbuceo (Herrscher des Himmels, erhore das Lallen) (27 de diciembre de 1734)
4. ¡Postraos agradecidos, postraos con alabanzas! (Fallt mit Danken, fallt mit Loben) (1 de enero de 1735)
5. Gloria se cante ti, oh Dios (Ehre sei dir, Gott, gesungen) (2 de enero de 1735)
6. Señor, si los orgullosos enemigos rugen (Herr, wenn die stolzen Feinde schnauben) (6 de enero de 1735)

### Cantata I
La primera parte representa el nacimiento de Jesús. Bach abre esta parte, y con ella el oratorio, como la mayoría de sus cantatas, con un gran coro inicial, aquí con timbales y trompetas. ¡Regocijaos, alegraos! La historia de la Navidad comienza cuando el emperador Augusto obliga a María y José a dejar su tierra natal de Galilea y dirigirse a Belén, para inscribirse allí. En el n.º 4, la contralto acompañada por oboe d'amore, violín, fagot, órgano y continuo entona “Prepárate, Sión”, que refleja el anhelo interior del Adviento y da una idea inicial de la magnitud de lo que está por venir. Según la tradición paleocristiana y el matrimonio místico, 'Sion' se convierte en imagen para la comunidad cristiana, que como novia espera a su novio (= Cristo).
En el corto recitativo "Y dio a luz a su primogénito" (n.º 6), el evangelista (tenor) habla del nacimiento de Jesús. La profunda humillación en la encarnación de Cristo se expresa en el cambio de Bach a la tonalidad de re menor para la palabra 'pesebre' en lugar del esperado re mayor. En cambio, el aria del bajo “Gran Señor y poderoso Rey” (n.º 8) alaba la majestad de Dios en un himno. Así lo indican la tonalidad de re mayor, las tríadas rotas en la trompeta y los numerosos saltos de octava en el continuo, que ilustran la totalidad de Dios. A las palabras “en duro pesebre debe dormir”, la trompeta enmudece y las síncopas simbolizan cuán inapropiada es esta humillación para el Hijo de Dios. La parte I concluye con una petición de hacer del corazón un pesebre como un recordatorio constante, usando la melodía de 'Vom Himmel hoch'. Como en la mayoría de las cantatas de Bach, hay un coral al final, seguido solo en la parte III por la repetición del coro inicial. En el oratorio, la coral final se enriquece la mayoría de los días festivos (I, II, IV y VI) con los instrumentos de concierto, aquí las trompetas.

### Cantata II
La segunda parte trata de la noticia del nacimiento de Jesús a los pastores. En contraste con todas las demás partes, en las que un movimiento coral está al principio, esta escena nocturna presenta una música puramente instrumental, marcada como sinfonía, a la manera pastoral en ritmo punteado siciliano. Las flautas y las cuerdas simbolizan la música angelical y celestial y los oboes la música pastoral popular. Con sus melodías sencillas en terceras, los oboes imitan el sonido de la chirimía antigua, instrumento típico de los pastores, y los tonos bajos sostenidos imitan el bajo del pedal. Un ángel aparece en la noche ante el temor de los pastores (n.º 11). Su esplendor está representado por el himno coral "¡Despunta!, bella luz de la mañana", que no pretende asustar sino iluminar.
En el recitativo n.° 13 el ángel anuncia el nacimiento de Cristo como soprano en las notas más altas. En el recitativo (bajo) posterior se recuerda la promesa del Antiguo Testamento a Abraham (Gén. 12,2 LUT), que ahora ha encontrado su cumplimiento y es proclamada a los pastores. El aria del tenor de dos partes n.º 15 puede tomarse como una respuesta apropiada, en la que los pastores se instan unos a otros para que se apresuren a ver al niño. El evangelista retoma la continuación de la cita del ángel, el hallazgo del niño en el pesebre (n.º 16). Bach coloca a continuación el coral "¡Mirad! Ahí en oscuro establo yace" en subdominante, lo que expresa la humillación del Hijo de Dios. El coral está en el centro de la parte II y, por tanto, en el centro de la mitad navideña de las partes I a III.
La voz de bajo invita (n.º 18) a ir al establo y cantarle una canción al Niño en la cuna. Después de que María ha cantado la notable canción de cuna "¡Duerme, querido mío!, goza del reposo", las huestes de ángeles se regocijan en un gran motete con el tutti del coro con largos melismas "Gloria a Dios en las alturas" (n.° 21), que contrasta con la “paz en la tierra” que trae el niño en la sección central del piano. Bach pinta la paz a través de figuras descendentes de la catábasis, mientras que el continuo se detiene como puntas de pedal con notas sostenidas. El coral final “Cantamos con tus huestes” retoma el ritmo de danza de la sinfonía y la melodía de “Vom Himmel hoch”, pero la instrumentación de las flautas y oboes que tocan en octavas deja claro que la música celestial y terrenal ya no están separadas uno frente al otro, sino para unirse en común Gloria.

### Cantata III
Esta parte concluye la historia propiamente dicha de la noche de Navidad con la adoración de los pastores en el establo de Belén. El coro introductorio festivo, con un completo elenco instrumental, alaba al "Soberano del cielo, escucha", por lo que se hace referencia sólo indirectamente a los acontecimientos navideños. Después de la desaparición de los ángeles (n.º 25), los pastores partieron hacia Belén, diciéndose unos a otros: "Vayamos a Belén y veamos". La corchea casi ininterrumpida corre en el continuo y las cadenas de semicorcheas en las partes instrumentales que lo acompañan ilustran vívidamente el movimiento de los pastores, que inicialmente corre en direcciones opuestas, pero luego encuentra una dirección común. En el recitativo accompagnato (n.º 27 "Él ha consolado a su pueblo"), la redención del pueblo de Dios se identifica como el propósito histórico-salvífico del nacimiento de Cristo, que se subraya con el uso de las flautas, que representan el reino celestial. En el siguiente coral, la respuesta al don del amor de Dios se pone en boca del oyente: "Esto lo ha hecho por nosotros".
En el dúo de soprano y bajo “Señor, tu compasión y tu misericordia” (n.° 29), que Bach reelaboró radicalmente con respecto al original, los pastores, acompañados por el oboe, alaban la devoción misericordiosa de Dios por el hombre. En la sección central del aria (compases 120–126), la condescendencia de Dios en Navidad se ilustra con las características notas repetidas que descienden sobre dos octavas en el continuo. Una vez confirmada la predicción del ángel, los pastores difunden la buena noticia (n.º 30). En una segunda canción de cuna (cf. n.º 19), María trata de meditar todo lo que ha oído (n.º 31, "Guarda, corazón mío, esta feliz maravilla firmemente en tu fe."), y luego confiesa en el recitativo: "Sí, sí, mi corazón conservará" (n.º 32). El poderoso coral "Con solicitud te guardaré" retoma este pensamiento y apunta a una apropiación existencial de lo escuchado. El evangelista narra el feliz regreso de los pastores (n.º 34) al que le sigue el coral creciente y ascendente "Estad alegres, pues vuestra salvación" como una llamada a todos los cristianos. La primera mitad del Oratorio de Navidad se cierra con la repetición del coro de apertura "Soberano del cielo, escucha". El encuadre de la tonalidad de re mayor en la primera y la tercera parte también hace que las partes I-III estén particularmente cohesionadas.

### Cantata IV
La cuarta parte del Oratorio tiene un carácter propio debido a la diferente instrumentación con el sonido de las trompas y la tonalidad resultante de fa mayor. Es sobre todo por esto por lo que a menudo no se interpreta junto con las otras partes, en la actualidad. Se basa en un solo versículo de la Biblia, por lo que el elemento dramático es menos importante que en las otras partes. El coro de apertura anima a dar gracias a Dios porque su Hijo quiere convertirse en "Salvador y Redentor". El evangelista habla de la circuncisión en la que el recién nacido recibe el nombre de Jesús. En los números 38 y 40, un recitativo del bajo se combina con un arioso coral (de la soprano) y la íntima conexión entre el creyente y Jesús se expresa de una manera sensible que no termina ni siquiera en la muerte. De esta manera, la parte IV construye un puente hacia la historia de la Pasión.  Probablemente hay una alusión al relato navideño del moribundo profeta Simeón, que vio en el hijo de María el cumplimiento del Antiguo Testamento y su esperanza personal.
El aria en eco de la soprano es central en la estructura simétrica. Afirma que el nombre del Salvador no puede inspirar el menor terror, respondiendo a las diversas preguntas del creyente con la tranquilidad del Niño Jesús en eco. Después de la sección central contemplativa (números 38-40), el tempo y la emoción cambian: las cadenas rápidas de semicorchea del aria de tenor ilustran la confianza recién ganada y el compromiso de querer vivir para el Salvador. Junto a esto viene el deseo de poder hacerlo de manera adecuada y digna. Una coral concertante concluye la parte IV con una petición de ayuda a Jesús ("Jesús, guía mis actos"), con sus bellos intermedios. Aquí también, el nombre de Jesús es central.

### Cantata V
En las partes V y VI, el foco está en la visita de los magos de Oriente. La parte V es la única destinada a un servicio dominical ordinario y, quizás por eso, termina con una coral sencilla. La instrumentación es sencilla en comparación con las otras partes (oboes y cuerdas). Mientras que la parte II expresó la profunda degradación de la encarnación de Cristo en sol mayor subdominante, el la mayor dominante en la parte V representa la luz radiante del Rey recién nacido. Esto ya impresiona en el animado coro inicial, que trata de la alabanza universal de "Dios Gloria se cante a ti, oh Dios". El evangelista informa de la llegada de los reyes magos (n.º 44), que a coro preguntan al rey Herodes por el “rey de los judíos recién nacido” al que señalaba la estrella (n.º 45). Después de que un coral narra el esplendor de Jesús, que “consume todas las tinieblas”, la aparición de la estrella se interpreta en un aria del bajo (n.º 47) como una parábola, pidiendo la iluminación “Ilumina también mi mente sombría” en la propia vida. El terror que se apodera de Herodes se hace audible en el recitativo con las palabras “erschrak er” ("se sobresaltó") (n.º 48).
En el siguiente recitativo accompagnato (n.º 49), el drama alcanza su clímax cuando las cuerdas en trémolo representan el temblor de Herodes. Cuando Herodes hace que los sumos sacerdotes y los escribas le expliquen la profecía del profeta Miqueas (Mi 5:1 LUT) de que el Señor vendrá de Belén sobre el pueblo de Israel (n.º 50), Bach no usa el coro sino que señala (como ya en n.° 16) el discurso directo al evangelista. El arioso, en la cita del profeta, está caracterizado por una dignidad solemne.
En un trío conmovedor, el anhelo humano por la aparición de Dios se expresa en forma de diálogo: Mientras la soprano y el tenor suplican constante y melancólicamente que venga Jesús, el suspiro Ach! (“¡Ah!”) se escucha más de 50 veces y responde la contralto como la voz de la fe, que ha estado presente durante mucho tiempo. En el coral final, la idea de la luz se retoma en una parábola: "En verdad, el recinto de mi corazón" es un 'pozo oscuro', que puede ser brillantemente iluminado por el 'rayo de gracia' de Jesús.

### Cantata VI
La parte VI, con su gran elenco instrumental y la tonalidad de re mayor, enlaza con las partes I y III, formando un soporte alrededor del Oratorio y cerrando ceremoniosamente toda la obra. En las piezas corales (números 54 y 64), llama la atención la parte virtuosa de las trompetas, como fanfarrias que inician la lucha contra los enemigos de la fe. En términos de contenido, la última parte continúa la historia de la visita de los magos de la parte V, pero ahora tipifica a Herodes como el enemigo del cristianismo. El coro inicial se basa en la certeza de que creyendo en Dios se puede escapar: "y así podremos de las afiladas garras del enemigo escapar incólumes". En el primer recitativo, Herodes pide a los magos de Oriente que busquen al niño para que él también pueda adorarlo (n.º 55), saliendo distorsionada de su boca la palabra 'adoración'. Un recitativo de la soprano (n.º 56) denuncia la astucia y la falsedad de Herodes.
En el aria de la soprano (n.º 57), se describe la soberanía suprema de Dios, a través de cuyo asentimiento "precipita impotente el poder de los hombres", puede ser derribado. El aria se caracteriza por una alta proporción de instrumentos, en los que las figuras en staccato ilustran el gesto de arrojar. Los magos de Oriente encuentran al Niño en su pesebre y le dan oro, incienso y mirra (n.º 58), lo que se expresa en rica armonía. La coral Aquí estoy junto a tu pesebre aplica esto al creyente que debe ofrecerse a sí mismo como un regalo a Dios. Tradicionalmente, en la época de Bach, este coral se cantaba con la melodía de "Ciertamente ya era hora". En un sueño, Dios manda a los magos que no vayan a Herodes sino que regresen a su tierra (n.º 60). En el aria para tenor se contrasta la amenaza enemiga con la presencia del Salvador. El solemne coro final recuerda que Jesús venció 'la muerte, el diablo, el pecado y el infierno' y concluye la parte VI y todo el Oratorio. Se utiliza la misma melodía que en el primer coral (n.º 5), lo que da sentido de unidad a toda la obra.